# Verraad van Wageningen
Het Verraad van Wageningen vond plaats tijdens de Tachtigjarige Oorlog in het jaar 1588. De grootgrondbezitter en jonker Cornelis Pinssen van der Aa wilde op slinkse wijze de stad Wageningen in handen van Spanje spelen. De Gelderse stadhouder Adolf van Nieuwenaar kon dit verraad op tijd verhinderen.

## Aanloop
Aan het begin van de Tachtigjarige Oorlog liet het stadsbestuur op vreedzame wijze een Spaans garnizoen binnen in de stad Wageningen. In de periode 1572-1573 moesten er zelfs meer Spaanse soldaten geherbergd worden en volgde er inkwartiering bij diverse huishoudens, wat tot onrust leidde. In 1578 verliet het Leger van Vlaanderen de stad weer in het kader van het Eeuwig Edict (1577) en mede door het optrekken van de Staatse troepen, dreiging van invallen en ook omdat hun diensten ergens anders gewenst waren. De burgers waren erg opgelucht met hun vertrek.
Na het vertrek van het koninklijke leger in 1578 vond een gedeelte van de bevolking het wenselijk een kleine beeldenstorm te houden. Een aantal beelden sneuvelde en belangrijke archiefstukken werden verscheurd. De stad stapte over naar de Reformatie met Jan van Nassau als stadhouder van Gelre. Deze moest zo goed en zo kwaad als het ging de bevolking rustig houden en plannen maken voor een betere versterking van de stad. In 1580 had de graaf van Leicester de macht bij de opstand in handen en er vond in Wageningen opnieuw inkwartiering van soldaten plaats, wat weer onrust zaaide. Dit kwam omdat de Spanjaarden, zoals ze genoemd werden, zich opnieuw in de omtrek aandienden.

## Verraad
Het is dan ook in deze periode dat veel verraad voor kwam in de streek. Ook door de uit Rhenen afkomstige jonker Cornelis Pinssen van der Aa. Deze heeft in de periode 1585-1588 veel ontgonnen in Veenendaal en had veel grondbezit in de omtrek. Wat de reden tot verraad kon zijn is nog steeds onbekend. De reden zou kunnen zijn dat er een stedelijke twist was tussen Rhenen en Wageningen. Pinssen zou hiervoor mogelijk een aantal wachters binnen Wageningen hebben omgekocht, zodat zij op een decemberdag in 1588 een Spaans garnizoen van ongeveer 200 manschappen binnen hebben gelaten.
Mede door de interventie van Adolf van Nieuwenaar kon deze inname verhinderd worden. Het gerucht ging dat van Nieuwenaar de Bergse poort zou opblazen als de Spanjaarden zouden doorzetten, waardoor ze afdropen.

## Nasleep
Adolf van Nieuwenaar schreef in een brief aan de Raad van State:
| Dat het verlies van de stad zo'n slag zou zijn geweest dat het, met hondertduysent gulden niet hadde te recouvereeren [=herkrijgen] geweest was |

Pinssen van der Aa werd berecht aan het Hof van Gelre, waarbij nog diverse aktes nog van bestaan. Er zou een uiteindelijk doodsvonnis over hem zijn uitgesproken maar hij zou later toch in vrijheid worden gesteld.